# Otto Ungerbühler
Otto Ungerbühler, né le 12 juillet 1799 à Mohrungen et mort le 7 octobre 1857 à Königsberg, est un conseiller judiciaire et homme politique prussien. Il est membre du Parlement de Francfort en 1848. 

## Biographie
Ungerbühler naît le 12 juillet 1799 à Mohrungen en Prusse-Orientale, d'un père conseiller judiciaire (Syndikus) auprès de l'administration régionale. Après des études de droit à Königsberg de 1818 à 1823, il entre à son tour dans l'administration comme assistant juridique puis conseiller judiciaire à Mohrungen. Il reçoit en outre le titre de Justizrat (conseiller de justice) en 1841.
En 1848, Ungerbühler est élu député au Parlement de Francfort dans la 14e circonscription de la province de Prusse, représentant l'arrondissement de Preußisch Holland (de). Il prend ses fonctions le 18 mai, siégeant avec la fraction Casino (centre-droit), mais quitte le Parlement sept mois plus tard, le 28 décembre, remplacé par Wilhelm von Schrötter. 
Entretemps nommé conseiller judiciaire auprès de la direction régionale générale (Generallandschaftsdirektion) de Prusse-Orientale à Königsberg, Ungerbühler exerce ce métier jusqu'à sa mort dans cette même ville le 7 octobre 1857, à 58 ans. 